# Nfifa
Nfifa (franska: Nfifa (CR), Nfifa (Commune Rurale), arabiska: للا عزيزة) är en kommun i Marocko.   Den ligger i provinsen Chichaoua och regionen Marrakech-Safi, i den centrala delen av landet, 400 km sydväst om huvudstaden Rabat. Antalet invånare är 5 451.